# More Than This
More Than This е песен от дебютния албум, Up All Night, на британско-ирландската момчешка група Уан Дайрекшън. Написана е от Джейми Скот и е продуцирана от Брайън Раулинг и Пол Мийхън. Тя е четвъртият и последен сингъл от дебютния албум на групата и е издадена на 25 май 2012 г. С преобладаващите си синтезаторни мелодии сингълът е поп балада за несподелена любов.
|  | Тази страница частично или изцяло представлява превод на страницата More than This (One Direction song) в Уикипедия на английски. Оригиналният текст, както и този превод, са защитени от Лиценза „Криейтив Комънс – Признание – Споделяне на споделеното“, а за съдържание, създадено преди юни 2009 година – от Лиценза за свободна документация на ГНУ. Прегледайте историята на редакциите на оригиналната страница, както и на преводната страница, за да видите списъка на съавторите. ВАЖНО: Този шаблон се отнася единствено до авторските права върху съдържанието на статията. Добавянето му не отменя изискването да се посочват конкретни източници на твърденията, които да бъдат благонадеждни. |